# 마이크 트램프
마이크 트램프(Mike Tramp, 1961년 1월 14일 ~ )는 덴마크의 싱어송라이터이다.  음악 그룹 마벨의 일원으로도 활동한 경력을 갖고 있다. 유로비전 송 콘테스트 1978에서 덴마크 대표로 참가했다.